# Litsea calicaris
Litsea calicaris är en lagerväxtart som först beskrevs av Allan Cunningham, och fick sitt nu gällande namn av Benth. & Hook. f. och Thomas Kirk. Litsea calicaris ingår i släktet Litsea och familjen lagerväxter. Inga underarter finns listade i Catalogue of Life.